# Телесницкий, Степан Михайлович
Степан Михайлович Телесницкий (до 1770 — после 1821) — капитан 1-го ранга, Георгиевский кавалер; статский советник и масон.

## Биография
В 1773 году поступил в Морской кадетский корпус. Был произведён в гардемарины 1 января 1782 года. В 1782—1784 годах на корабле «Давид Солунский» совершил переход из Кронштадта в Ливорно и обратно в составе эскадры под началом вице-адмирала В. Я. Чичагова; 1 мая 1784 года произведён в мичманы. До 1788 года служил на Балтийском море; 1 января 1787 года получил чин лейтенанта.
Во время русско-турецкой войны в 1788 году Телесницкого под видом коммерсанта направили в Италию для рекогносцировки и секретного составления планов Мессины, Сиракуз и других городов. После этого его направили на остров Мальту. Здесь он набрал в русскую службу команду из 165 человек, вооружил каперский фрегат «Лабонданц», совершил переход в знакомые Сиракузы, а оттуда к Ионическим островам, где стал совершать нападения на турецкие суда. В мае 1789 года близ острова Сифанто (Сифнос) «Лабонданц» был обнаружен отрядом из 14 (по другим сведениям — 16) турецких кораблей. Более трёх часов продолжалась неравная перестрелка и после угрозы взорвать корабль, Телесницкому удалось уйти от противника. Был награждён орденом Св. Георгия 4-го класса. В 1790 году Телесницкий неоднократно выполнял тайные поручения командования, заключавшиеся в доставке, высадке и возвращении лазутчиков, топографической съёмке, промерах дна на удобных для десантирования войск участках, составлению планов укреплений и т. п. С этой целью он обошёл остров Корфу и береговую линию Мореи, курсировал меж Ливорно и Левантом. В 1791—1792 годах он командовал уже другим кораблём, того же рода, 40-пушечным фрегатом под названием «Лафам». В 1793 году «возвратился берегом из Ливороно в С.-Петербург».
С производством 2 февраля 1794 года в капитан-лейтенанты он был переведён в Херсон.
В 1798—1800 годах исполнял должность историографа флота в экспедиции вице-адмирала Ушакова.
В 1801 году Телесницкий был назначен капитаном Одесского порта. Именно в это время Комиссия отстройки гавани в Одессе под руководством военного инженера Е. Х. Ферстера осуществляла расширение порта. Был членом Одесского строительного комитета. Деятельность Телесницкого ознаменовалась присвоением ему 15 января 1803 года чина капитана 2-го ранга, а 26 ноября 1804 года он получил орден Святого Георгия 4-го класса, официально — «за 18 морских кампаний».
В 1807 году участвовал во 2-й Архипелагской экспедиции и 28 мая 1808 года был произведён в капитаны 1-го ранга.
От военной службы Телесницкий был уволен 1 марта 1810 года с переименованием в чин статского советника.
В доме С. М. Телесницкого, находившийся на Екатерининской площади, проводились первые собрания сформированной в конце ноября 1817 года одесской масонской ложи «Понт Эвксинский».

О времени кончины Степана Михайловича надёжных данных пока не обнаружено, но следы его теряются после 1821 года, когда он значится вице-инспектором Одесского портового карантина и директором Одесского отделения Библейского общества.